# Кивсяки
Кивсяки́ (лат. Julida) — отряд двупарноногих многоножек, описанный английским зоологом Уильямом Личем в 1814 году.
Распространённая группа наземных беспозвоночных, обитающих в лесной подстилке, в том числе и в умеренных широтах.

## Строение
Имеют червеобразное, цилиндрическое или почти цилиндрическое тело. Длина его составляет от одного до 12 см. Тело взрослых особей обычно состоит из более чем 30 сегментов. Глаза обычно представлены, по крайней мере, в виде отдельных глазков, реже полностью редуцированы. Сегменты брюшка двупарноногих состоят из двух слившихся сегментов, образующих двойной сегмент (диплосомит). Передний сегмент диплосомита называется просомит, задний метасомит. Тергиты этих сегментов называются соответственно прозонитом и метазонитом. Метазониты у представитей отряда Julida имеют продольную полосатость по всей окружности или только ниже уровня озопора с щетинками или без них. Плевриты обычно сливаются с тергитами в единую плевротергальную дугу. Стерниты и плевротергальная дуга в значительной степени сливаются в единое кольцо, и границы стернитов неотчётливы (например, Julidae и Blaniulidae). У семейства у Nemasomatidae стерниты свободны.

## Классификация
Отряд включает 15 семейств
- Aprosphylosomatidae
- Blaniulidae
- Chelojulidae
- Galliobatidae
- Julidae
- Mongoliulidae
- Nemasomatidae
- Okeanobatidae
- Pachyiulidae
- Paeromopodidae
- Parajulidae
- Pseudonemasomatidae
- Rhopaloiulidae
- Telsonemasomatidae
- Trichoblaniulidae
- Trichonemasomatidae

## Распространение
Представители отряда встречаются преимущественно в Голарктике.

## Охрана
В Красную книгу Алтайского края занесён вид Leptoiulus tigirek, в Красную книгу Республики Коми — Leptoiulus proximus.

## Палеонтология
В ископаемом состоянии описаны из отложений США, Венгрии, Германии, Австралии. Древнейшие находки имеют возраст 50,3—46,2 млн лет.